# 탄자니아양털박쥐
탄자니아양털박쥐(Kerivoula africana)는 애기박쥐과에 속하는 박쥐의 일종이다. 탄자니아에서 발견된다.

## 서식지
자연 서식지는 아열대 또는 열대 기후 지역의 습윤 저지대 숲이다. 자급 농업을 위한 해안가 습지대의 개발과 목재 산업과 현지 수요를 위한 해안가 숲의 벌목 때문에 서식지 감소로 멸종 위협을 받고 있다. 탄자니아양털박쥐의 서식 면적이 500km2 이하로 추산될 정도로 서식지가 극적으로 줄어들었다. 게다가 전체 개체수가 겨우 5군데의 다른 장소에서 살고 있다고 추정되고 있다. 현재 국제 자연 보전 연맹(IUCN) 적색 목록에서 멸종위기종으로 분류하고 있다.